# Jaan Kirsipuu
Jaan Kirsipuu (* 17. července 1969 Tartu) je bývalý estonský reprezentant v silniční cyklistice. Byl specialistou na spurty, jeho slabinou byly dlouhé závody, obzvlášť v členitém terénu. Jeho otcem je cyklistický trenér Rein Kirsipuu.
Začínal v klubu Tartu Dünamo. Na mistrovství Estonska vyhrál závod jednotlivců s hromadným startem v letech 1988, 1998, 1999, 2002, 2005 a 2008 a individuální časovku v letech 1998, 1999, 2001, 2002, 2003, 2004, 2005, 2006 a 2007. Od roku 1992 jezdil profesionálně za stáj Chazal, v letech 2005 až 2006 za Crédit Agricole a kariéru zakončil roku 2012 v čínském týmu Champion System.
Zúčastnil se patnácti Grand Tours, ale v žádné nedojel do cíle. Vybojoval čtyři etapová vítězství na Tour de France a jedno na Vueltě. Na Tour de France 1999 odjel šest etap ve žlutém trikotu jako první estonský jezdec v historii. Čtyřikrát vyhrál Tour de Vendée (1997, 1999, 2000 a 2003), třikrát Classic Haribo (2000, 2002 a 2003), dvakrát Route Adélie (1998 a 2001) a jednou Grand Prix d'Isbergues (1993), Grand Prix de Denain (1998), Kolem Pikardie (1999) a Kuurne–Brusel–Kuurne (2002). Zúčastnil se tří olympiád, v roce 1996 byl čtyřiadvacátý, v roce 2000 sedmnáctý a v roce 2004 závod nedokončil. Na mistrovství světa v silniční cyklistice v roce 2002 obsadil v kategorii elite sedmé místo. Věnoval se také závodům na horském kole a zúčastnil se Crocodile Trophy v Austrálii.
Po ukončení kariéry působil jako manažer v Astaně a u estonské reprezentace. V roce 2020 se stal sportovním ředitelem týmu Ampler Development Team.